# Zone mortelle

Zone mortelle est une série de bande dessinée fantastique et policière écrite par Thomas Mosdi et dessinée par David Vogel. Ses quatre volumes ont été publiés entre 2002 et 2006 par Delcourt.
L'intrigue de Zone mortelle mêle enquête policière concernant un serial-killer actif autour de Nice et personnages dotés de pouvoirs paranormaux après avoir subi des expériementations médicales secrètes.

## Albums
- Zone mortelle, Delcourt, coll. « Machination » (1) puis « Insomnie » (2-4) :

1. Cronos, 2002  (ISBN 2-84055-687-1)[3].
2. Hypnos, 2003  (ISBN 2-84055-952-8).
3. Thanatos, 2005  (ISBN 2-84789-435-7)[2],[4].
4. Hadès, 2006  (ISBN 2-7560-0034-5)[5].